# 张均田
张均田（1931年4月—2021年9月22日），男，江西上犹人，中国神经药理学家，曾任药典委员会委员，中国神经科学学会理事，第八、九届全国政协委员。